# (1074) Beljawskya
(1074) Beljawskya – planetoida z grupy pasa głównego asteroid okrążająca Słońce w ciągu 5 lat i 222 dni w średniej odległości 3,15 au. Została odkryta 26 stycznia 1925 roku w Obserwatorium Simejiz na górze Koszka na Półwyspie Krymskim przez Siergieja Bielawskiego. Nazwa planetoidy pochodzi od nazwiska odkrywcy. Przed nadaniem nazwy planetoida nosiła oznaczenie tymczasowe (1074) 1925 BE.